# Municipio Páez (Apure)
Páez está ubicado en el oeste del Estado Apure, Venezuela. Es el segundo municipio en importancia después del municipio San Fernando, su capital es la ciudad fronteriza de Guasdualito y posee una superficie de 12 820 km². junto al Municipio Rómulo Gallegos Formaron el Antiguo Distrito del Alto Apure suprimido por la Asamblea Nacional Constituyente y a diferencia del resto del Estado Apure forma parte de la región político-administrativa de Los Andes. Su población para 2023 es de 140 349 habitantes.

## Historia
El 15 de septiembre de 2015 el presidente venezolano, Nicolás Maduro declara parcialmente un Estado de excepción en el estado fronterizo de Apure, por la crisis diplomática con Colombia originado por los acontecimientos ocurridos en el Estado Táchira el 21 de agosto del mismo año, siendo esta entidad municipal uno de los tres municipios afectados por la medida presidencial.

Bandera del Municipio Páez, Estado Apure. Adoptada el 15 de noviembre de 2022.

## Geografía

### Relieve
Este municipio se caracteriza por poseer tanto tierras altas como bajas, el 70% del municipio se encuentra conformado por las tierras bajas o llanas del río Apure mientras que el restante lo ocupa las estribaciones de los andes tachirenses alcanzando en esta zona hasta los 3.600 m s. n. m.

### Hidrografía
El Municipio Páez posee importantes ríos como lo son el Río Apure y el río Arauca (que sirve de límite entre Venezuela y Colombia) además de otros menores como el Sarare, Uribante, Chiquito, Nula, Cutufí y Burgua que son afluentes de los dos ríos principales citados.
Se trata de una red fluvial inestable sobre una zona de muy escasa pendiente, que viene ocasionando graves problemas de inundaciones. cambios de curso, ríos decapitados, caños con caudal estacional, meandros e islas sedimentarias (ríos anastomosados).
Una grave inundación de Guasdualito tuvo lugar a comienzos de la estación lluviosa de 1938 y está narrada en la excelente obra de Fernando Calzadilla Valdés Por los Llanos de Apure ().
Una de las inundaciones más severas registradas en la región ocurrió durante los meses de junio y julio de 2015, superando en magnitud a la histórica crecida de 1938. La gravedad del evento no se atribuye exclusivamente al volumen de precipitaciones—para el cual no se disponen de datos comparativos precisos—sino al aumento de la población y al asentamiento de nuevas urbanizaciones en zonas inadecuadas o marginales, especialmente en las últimas décadas. 
Diversos análisis indican que el impacto también se debe a la falta de obras de infraestructura destinadas al control de inundaciones, cuya ausencia incrementó la vulnerabilidad del área afectada. La magnitud del fenómeno ha sido confirmada mediante imágenes satelitales, que han permitido evaluar y cartografiar de forma precisa los efectos del evento hidrometeorológico en la región.
- Río Arauca, entre las poblaciones de Arauquita (Colombia) al sur y La Victoria (Apure) al norte. Puede verse que aguas arriba de Arauquita, el río Arauca tiene varios meandros importantes, lo cual se debe a la casi nula pendiente del cauce. Ello contrasta con el trazado del río aguas abajo de Arauquita - La Victoria, que es mucho más rectilíneo por su mayor pendiente. Al oeste de La Victoria se ve un antiguo meandro que se continua con una llanura de inundación de unos 2 km de anchura y cuyo trazado sigue hasta llegar a Guasdualito.

- La información periodística sobre las inundaciones en el municipio Páez en 2015 es muy abundante y con datos e imágenes muy expresivas. Prácticamente todas ellas aluden a que el verdadero origen de las inundaciones en Guasdualito está en el desbordamiento del río Arauca y no del Sarare, que es el río que pasa por esta ciudad. Por ejemplo:

1. Emergencia en Apure (Guasdualito 2015, desbordamiento del río Arauca).
2. Radio Fe y Alegría. Inundación. Así están las calles de Guasdualito (por desbordamiento río Arauca). Galería fotográfica.

### Clima
El clima en la mayor porción del territorio es de sabana, con temperaturas medias entre los 27 y 29° con excepción de la zona oeste del municipio donde se encuentra un clima subtropical de altura con temperaturas que van desde los 18 hasta los 27° e inclusive llegan hasta los 12° en las zonas más altas en zonas relativamente poco pobladas y reducidas. Sin embargo, las lluvias son más intensas que en el clima de sabana típico, lo cual se debe a la proximidad de la cordillera andina que da origen al progresivo ascenso de los vientos alisios que proceden del este.

### Vegetación
Predomina la vegetación de Sabana (gramíneas, matorrales, arbustos bajos, selvas de galería, chaparrales, etc)

### Organización parroquial
| Parroquia      | Superficie | Población    | Densidad       |
| -------------- | ---------- | ------------ | -------------- |
| Aramendi       | 1.909km²   | 4.622 hab.   | hab./km²       |
| El Amparo      | km²        | 18.285 hab.  | hab./km²       |
| Guasdualito    | km²        | 71.661 hab.  | hab./km²       |
| San Camilo     | km²        | 20.481 hab.  | hab./km²       |
| Urdaneta       | 1.975km²   | 16.422 hab.  | hab./km²       |
| Municipio Páez | 12.820 km² | 131.471 hab. | 10.25 hab./km² |

## Demografía
El Municipio Páez es el segundo más poblado luego del Municipio San Fernando con el 23% de la población del estado, es decir, 88.600 habitantes según el censo 2001. Además de la ciudad de Guasdualito, otras ciudades importantes en el municipio son: La Victoria (Apure) Ciudad Sucre, El Amparo de Apure, El Nula y Palmarito.

### Conurbación binacional
- Área metropolitana internacional Arauca - El Amparo: es una conurbación binacional conformada por los municipios del departamento Arauca (en Colombia) y la parroquia El Amparo (en Venezuela), ambos poblados están unidas por el Puente internacional José Antonio Páez.

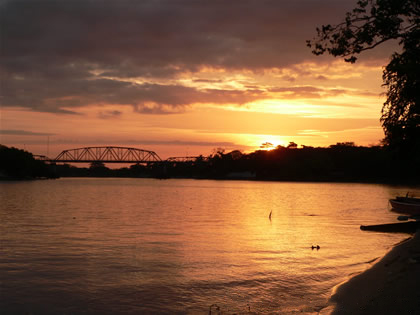
Río Arauca, al fondo el Puente Internacional José Antonio Páez.

## Economía
En su condición de municipio fronterizo, la zona maneja gran parte del comercio entre el Estado Apure de Venezuela y el Departamento Arauca de Colombia. Además, en este municipio se ubica el recurso forestal más importante del país, la Selva de San Camilo. Otras actividades de gran importancia son la ganadería, agricultura, pesca y los productos relacionados.

El Pozo Guafita X1 fue el primer Pozo en producir en la región cuenta con 40 años de actividad

## Transporte
Pese a que el estado Apure en general cuenta con vías de comunicación precarias, el municipio Páez cuenta con una de las únicas vías pavimentadas que lo comunica con la capital del estado (San Fernando de Apure) y con la ciudad de San Cristóbal. Además el municipio cuenta con un aeropuerto ubicado en su capital, Guasdualito, y vías fluviales a través del Río Apure que lo llevan hasta Bruzual y San Fernando de Apure.

## Política y gobierno

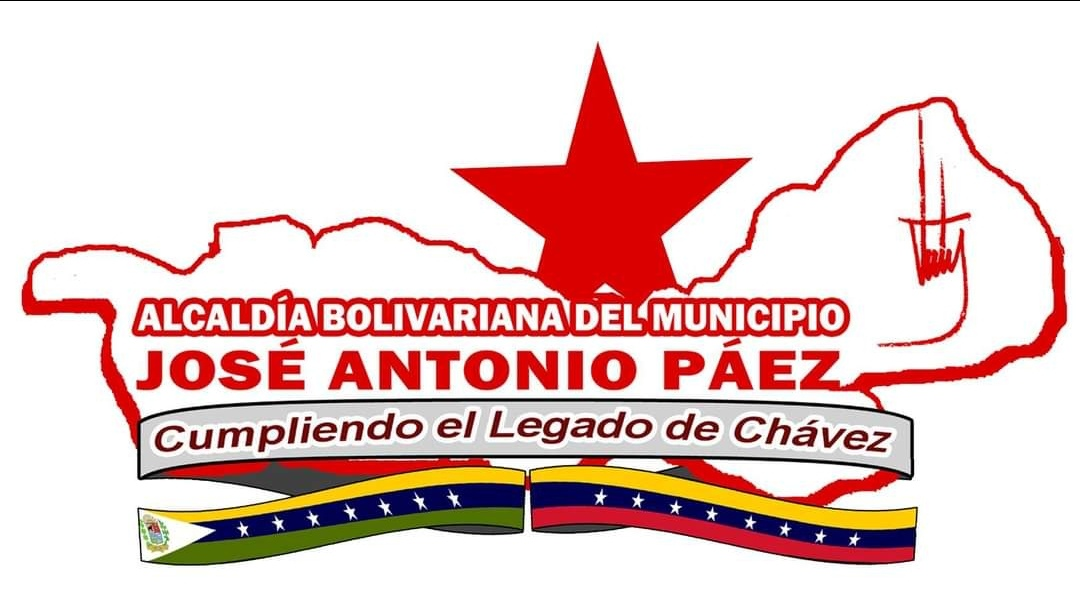
Logo Alcaldía del Municipio José Antonio Páez del Estado Apure,durante la gestión de Victor Blanco (2015-2017).

### Alcaldes
| Período     | Alcalde              | Partido político / Alianza | % de votos | Notas |
| ----------- | -------------------- | -------------------------- | ---------- | --- |
| 1989 - 1992 | Egidio Guevara Ojeda | AD                         | 43,74      | Primer alcalde bajo elecciones directas |
| 1992 - 1995 | Jesús Antonio Rojas  | AD                         | 45,94      | Segundo alcalde bajo elecciones directas |
| 1995 - 2000 | Exer Armando Fulco   | AD                         | -          | Tercer alcalde bajo elecciones directas (se realizaron elecciones generales adelantadas en el 2000 debido a la aprobación de la Constitución de 1999)                                                                                       |
| 2000 - 2004 | Jesús Antonio Rojas  | AD                         | 42,58      | Cuarto alcalde bajo elecciones directas |
| 2004 - 2008 | José Alvarado        | IP                         | 39,32      | Quinto alcalde bajo elecciones directas |
| 2008 - 2013 | José Alvarado        | PSUV                       | 76,47      | Reelecto (se postergan 1 año las elecciones municipales pautadas para finales del 2012) |
| 2013 - 2015 | Lumay Barreto        | VP / MUD                   | 37,78      | Sexto alcalde bajo elecciones directas (destituida del cargo el 26 de febrero de 2015 por el Concejo Municipal. La decisión fue ratificada el 2 de junio de 2015 por la Sala Constitucional del Tribunal Supremo de Justicia de Venezuela). |
| 2015 - 2017 | Víctor Blanco        | PSUV                       | -          | (Alcalde encargado). Destituido por el consejo municipal por incumplimiento de la gestión. |
| 2017        | Manuel Farias        | PSUV                       | -          | (Alcalde encargado). Designado por el Concejo Municipal hasta el 10 de diciembre para convocar las elecciones municipales de Venezuela de 2017.                                                                                             |
| 2017 - 2021 | José María Romero    | PSUV                       | 61,28      | Séptimo alcalde bajo elecciones directas |
| 2021 - 2025 | José María Romero    | PSUV                       | 49,69      | Reelecto |

### Concejo municipal
Período 1989 - 1992
| Concejales:         | Partido político / Alianza |
| ------------------- | -------------------------- |
| Jesus Antonio Rojas | AD                         |
| Exer Armando Fulco  | AD                         |
| Hector Linares      | AD                         |
| Victor Villalobos   | AD                         |
| Arcenio Centella    | COPEI                      |
| Rafael Ruiz         | COPEI                      |
| Rafael Loggiodice   | COPEI                      |

Período 1992 - 1995
| Concejales:       | Partido político / Alianza |
| ----------------- | -------------------------- |
| Lucila Castro     | AD                         |
| Victor Villalobos | AD                         |
| Homero Marchena   | AD                         |
| Hector Linares    | AD                         |
| Henry Gelves      | AD                         |
| Alexis Guedez     | COPEI                      |
| José Urbina       | COPEI                      |
| Arcenio Centella  | COPEI                      |
| Francisco Torres  | MAS                        |

Período 1995 - 2000
| Concejales:      | Partido político / Alianza |
| ---------------- | -------------------------- |
| Gregorio Chacón  | AD                         |
| Rafael Soto      | AD                         |
| Milver Gutiérrez | AD                         |
| Ligia Castillo   | AD                         |
| Rafael Bermúdez  | AD                         |
| Simeon Melizo    | AD                         |
| Carmen Sandoval  | COPEI                      |
| Simon Rosas      | COPEI                      |
| Cleto Eregua     | MAS                        |

Período 2000 - 2005
| Concejales:         | Partido político / Alianza |
| ------------------- | -------------------------- |
| Luis Barazarte      | '                          |
| Simon Requena       | '                          |
| Jose Alvarado       | '                          |
| Jose Gregorio Busto | '                          |
| Javier Quintero     | '                          |
| Hector Villamizar   | '                          |
| Daniela Alicarra    | '                          |
| Efrain Bermudez     | '                          |
| Jose Varilla        | '                          |

Período 2005 - 2013
| Concejales:        | Partido político / Alianza |
| ------------------ | -------------------------- |
| Fermin Sequera     | '                          |
| Jose Manuel Flores | '                          |
| Ivan Darío Vivas   | '                          |
| Jose María Romero  | '                          |
| Francisco Lopez    | '                          |
| Avilio Nadales     | '                          |
| Ramon Molina       | '                          |
| Jose Luis Ángel    | '                          |
| Julio Agervis      | '                          |

Período 2013 - 2018
| Concejales           | Partido político / Alianza |
| -------------------- | -------------------------- |
| José Colmenarez      | PSUV                       |
| Víctor Blanco        | PSUV                       |
| Sonys Cote           | PSUV                       |
| José María Romero    | PSUV                       |
| Elías Macías         | MUD                        |
| Edgar Caña           | MUD                        |
| Carlos Andrés García | MUD                        |
| Martín Nadales       | MUD                        |
| Norberto Martínez    | (Representación Indígena)  |

Período 2018 - 2021
| Concejales        | Partido político / Alianza |
| ----------------- | -------------------------- |
| Yorliz Fernández  | PSUV                       |
| Carmen Ruiz       | PSUV                       |
| Nelson Guerrero   | PSUV                       |
| Jessy Hurtado     | PSUV                       |
| José Rico         | PSUV                       |
| Paola Duarte      | PSUV                       |
| Wilmar Rivero     | PSUV                       |
| Sandra Rojas      | PSUV                       |
| Norberto Martinez | (Representación indígena)  |

Periodo 2021 - 2025
| Concejales:       | Partido político / Alianza |
| ----------------- | -------------------------- |
| Betzaida Quintero | PSUV                       |
| Sandra Rojas      | PSUV                       |
| Edwin Leal        | PSUV                       |
| Nelson Guerrero   | PSUV                       |
| Carmen Vargas     | PSUV                       |
| Victor Vequiz     | PSUV                       |
| Mariela Braca     | MUD                        |
| Nicolas Rincón    | AD                         |
| Eva Yanez         | (Representación indígena)  |